# Giacomo Vaccari
Giacomo Vaccari (Chieti, 21 febbraio 1931 – Roma, 2 luglio 1963) è stato un regista e sceneggiatore italiano attivo in televisione e nel cinema fra gli anni cinquanta e gli anni sessanta. Per il cinema ha diretto alcuni film commedia. Per la televisione ha diretto importanti sceneggiati televisivi.
È stato indicato dalla critica come "il più moderno e sensibile regista della televisione italiana".

## Biografia
Diplomato all'Accademia Nazionale d'Arte Drammatica, esordì in televisione nel 1956 come regista di commedie (Cabina televisiva di Peter Brook, interpretato da Arnoldo Foà). Diresse anche Vittorio Caprioli ne Il borghese gentiluomo e in Paparino.
Fra i suoi principali lavori figurano gli sceneggiati L'idiota (1959), La Pisana (del 1960, con Lydia Alfonsi con cui aveva precedentemente lavorato in Odette e con la quale aveva allacciato una relazione sentimentale) e Mastro Don Gesualdo, che finì di montare poco prima dell'improvvisa morte.
Curò anche la regia televisiva di opere liriche tra cui, nel 1960 un Don Giovanni, con il cantante Mario Petri nel ruolo del protagonista.
È stato anche autore di documentari, tra cui quello del 1959 Ritratto di una grande impresa, dedicato alla presentazione dell'allora nascente gruppo Eni.
Morì all'età di 32 anni in un incidente stradale accaduto sulla via Cassia.

## Prosa televisiva Rai
- Ortensia se ne infischia (1957)
- La regina Vittoria di Carlo Trabucco (1957)
- Il club dei suicidi di Robert Louis Stephenson, sceneggiato televisivo trasmesso il 4 dicembre 1957
- Il tunnel, trasmessa il 7 gennaio 1958.
- Amore e pinguini (1958)
- La casa in ordine (1958)
- Madame Sans Gene
- Ma non lo siamo un poco tutti? (1958)
- Formiche (1958)
- La fine della signora Cheyney (1958)
- Lady Fredrick (1958)
- Il borghese gentiluomo di Molière, trasmessa il 16 luglio 1959.
- L'imbroglio di Alberto Moravia (1959)
- Dieci minuti di alibi (1959)
- L'idiota – miniserie TV (1959)
- Paparino (1959)
- I ragazzi (1959)
- Ritratto di una grande impresa – documentario (1959)
- La Pisana – miniserie TV (1960)
- Andromaca (1960)
- Odette (1960)
- L'accusatore pubblico (1960)
- Donne brutte 1961)
- Giuditta (1961)
- Carolina o l'irraggiungibile (1963)
- Mastro Don Gesualdo – miniserie TV (1964) - anche sceneggiatore, postumo
- Letto matrimoniale (1965) – postumo
- Corte marziale per l'ammutinamento del Caine (1965) – postumo